# Ліх (Гессен)
Ліх (нім. Lich) — місто в Німеччині, знаходиться в землі Гессен. Підпорядковується адміністративному округу Гіссен. Входить до складу району Гіссен.
Площа — 77,64 км2. Населення становить 13 880 ос. (станом на 31 грудня 2020).

## Географії

### Адміністративний поділ
Місто  складається з 8 районів:
- Беттенгаузен
- Бірклар
- Еберштадт
- Клостер-Арнсбург
- Лангсдорф
- Мушенгайм
- Нідер-Бессінген
- Обер-Бессінген